# Obléhání hradu Sion
Obléhání hradu Sion, jehož zřícenina se nachází zhruba osm kilometrů jihozápadně od Kutné Hory, probíhalo přibližně od 1. května do 6. září 1437. Úspěšné akce se na rozkaz císaře Zikmunda Lucemburského účastnily oddíly české šlechty a českých měst pod velením nejvyššího hofmistra Hynce Ptáčka z Pirkštejna, kterého v posledních dnech před pádem pevnosti posílil uherský kontingent velmože Michala Országha. Poražení obránci patřili k řadě táborských husitů z protizikmundovské opozice, kterým velel majitel fortifikace Jan Roháč z Dubé. Ačkoli některé písemné prameny dokládají, že čtyřměsíční obléhání hradu bylo velkou a obtížnou událostí, archeologický výzkum prokázal, že šlo o tendenční výpověď, podmíněnou politickou situací a obléhací akce byly mnohem skromnějšího charakteru.

## Předehra

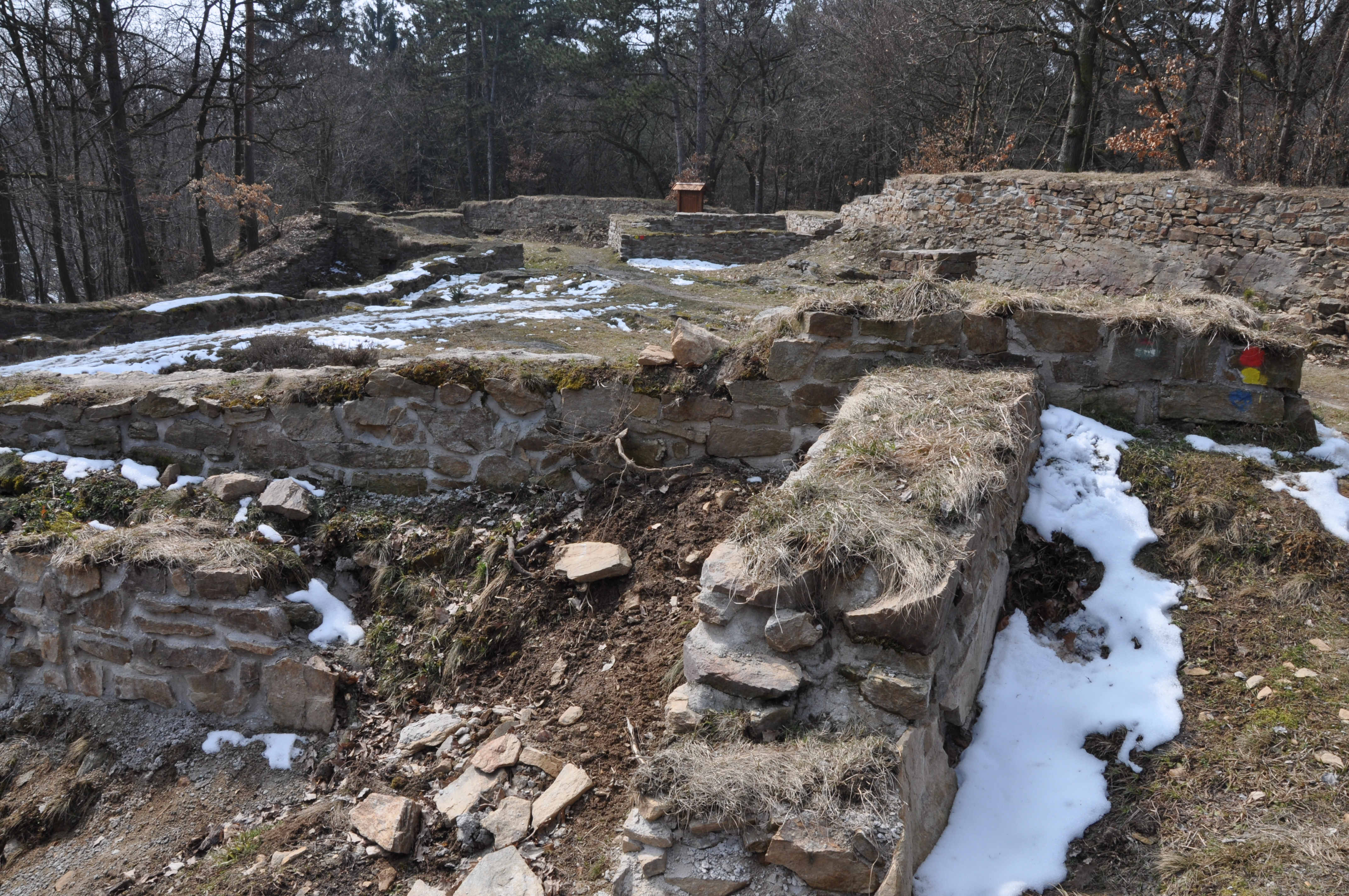
Část dochovaného zdiva hradu Sion

V měsících následujících po bitvě u Lipan začala česká politická scéna pozvolna hledat cestu k dohodě s římskoněmeckým císařem Zikmundem Lucemburským. K zásadnímu obratu v tomto směru došlo 5. července 1436 na sjezdu v Jihlavě, kdy byla tzv. Jihlavskými kompaktáty oficiálně uzavřena dohoda mezi husity a basilejským koncilem. Když po této události císař Zikmund potvrdil všechna starší privilegia českého království, byl českými stavy 20. července 1436 přijat za českého panovníka. Z Jihlavy vzápětí odcestoval do Prahy, kde byl přivítán 23. srpna. Éra jeho krátkého kralování, které bylo poznamenáno pokusy o rekatolizaci země a nedodržováním sjednaných smluv, se však stala pro velkou část kališníků zklamáním a záhy se proti němu postavila široká utrakvistická opozice. Ta byla ve svých počátcích zastoupena zejména odporem Hradce Králové v čele s knězem Ambrožem a otevřeným odbojem táborského hejtmana Jana Roháče z Dubé. Někdejší spolubojovník Jana Žižky k tomuto účelu narychlo zesiloval opevnění svého hradu Sion, který patrně v letech 1426–1427 vybudoval v místech nevelkého slovanského hradiště na skalnatém ostrohu nad pravým břehem potoka Vrchlice. Posádku tohoto sídla, které bylo obklopeno 120–180 centimetrů silnou hradbou, tvořilo několik desítek ozbrojenců, které doplnili uprchlíci z Hradce Králové, jehož měšťané uzavřeli dohodu s královskou stranou v březnu roku 1437. Společně s těmito muži pak otevřeně vedl drobnou válku proti zboží v osobním držení krále a zůstával tak výrazným symbolem protizikmundovské opozice. Trpělivost s odporem na Sionu došla českému panovníkovi v únoru 1437, kdy na zemském sněmu nechal k jeho eliminaci svolat zemskou hotovost. Vojsko vytáhlo k hradu koncem dubna a dorazilo zde v prvních květnových dnech krátce poté, co oddíl Jana Roháče přepadl konvoj z Uher a ukořistil králi množství volů a sudů s vínem. Úkolem zastrašit další nespokojence a vyrovnat účty s odbojným pánem, byl pověřen někdejší účastník bitvy u Lipan hofmistr Hynce Ptáček z Pirkštejna, který se už v roce 1435 osvědčil při obléhání hradu Ostromeč.
Počátky odboje Jana Roháče, který byl podle Starých letopisů českých Ptáčkovým strýcem (s tímto údajem se moderní historici neztotožňují), se datovaly již k prvním polipanským událostem. Krátce po bitvě se chopil velení táborské obce a na sklonku roku svolal na Tábor schůzku nespokojenců, která 21. prosince 1434 vyvrcholila přijetím společného programu, v němž se účastníci zavazovali hájit čtyři artikuly, vzájemně si pomáhat proti králi Zikmundovi i dalším protivníkům a jednotně vystupovat na zemském sněmu. Před polovinou února následujícího roku pak Jan Roháč se souhlasem Hradiště hory Tábor dobyl rožmberskou Soběslav, kam umístil vlastní vojenskou posádku. Avšak netrvalo dlouho a jeho muži byli nuceni hrad vyklidit, což otřáslo Roháčovým postavením v roli táborského vůdce. K opuštění této pozice a odchodu na Sion (podzim 1435) jej nakonec přiměly dvě neúspěšné akce, z nichž jednou byla kapitulace Ostromeče a druhou pak porážka táborského zásobovacího oddílu v bitvě u Křeče (19. srpna 1435). Podle svědectví ze 60. let 15. století si na místo svého posledního odporu odnášel i jeden svazek zemských desek, kde byly zaznamenány majetkové poměry některých významných zástupců z řad české nobility.

## Obléhání

### Zprávy současníků

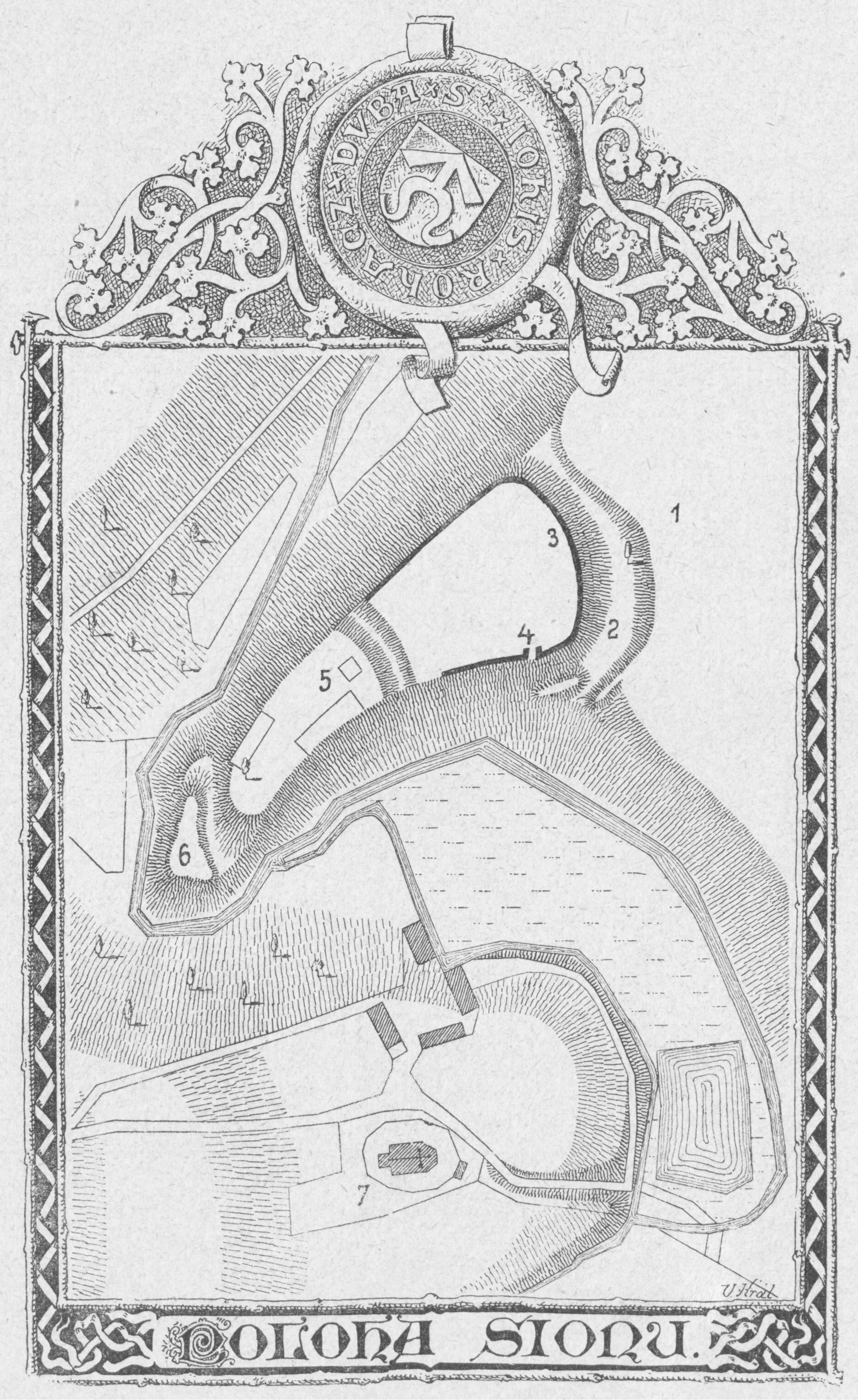
Vojtěch Král z Dobré Vody: starší vyobrazení polohy hradu Sion. Vysvětlivky: 1. Pláň, 2. Příkop, 3. Místo, kde byl (snad) zajat Jan Roháč, 4. Branka, 5. Zadní hrad, 6. Skalisko, 7. Chlístovický kostelík. Nahoře pečeť Jana Roháče z Dubé

O událostech, které se váží k obléhání hradu Sionu a k okolnostem jeho pádu, hovoří řada dobových zpráv různé výpovědní hodnoty. Nejzevrubněji akci popsal italský humanista a pozdější papež Enea Silvio Piccolomini ve svém díle Historie česká. Díky archeologickému průzkumu hradu prováděnému v šedesátých letech 20. století však bylo prokázáno, že tato výpověď, kterou převzala i starší česká historiografie, je z politických důvodů značně tendenční a jejím záměrem bylo zamlčet neochotu české šlechty bojovat za Zikmundovy zájmy. K dalším literárním pramenům patří soudobá anonymní latinská píseň o Roháčovi Historia de quondam raptore Bohemiae Rohacz nomine (Pověst o jednom lupiči českém, jménem Roháč), některé texty Starých letopisů českých a krátká zmínka v Kronice katolického vojáka Bartoška z Drahonic. Ze zahraničních relací se o pádu Sionu zmiňuje dvorní kronikář a životopisec císaře Zikmunda Eberhard Windecke v kronice Denkwürdigkeiten zur Geschichte des Zeitalters Kaiser Sigmunds.
| „                         | Zikmund poslal Hynce Ptačka s vojskem, aby zajal toho muže; obléhání trvalo čtyry měsíce, a hrad byl dobýván s největším úsilím. Avšak jsa položen na vrcholu hory, valem, příkopem a zdmi výhodně opevněn, byl nesnadno dobytný. Byly postaveny věže, které převyšovaly opevnění a zdi, do hradu byly metány střely, a mnozí padli na obou stranách, avšak více obléhajících, na něž byly střely ne nadarmo vysílány. Přístup ke zdem zabraňoval příkop velmi hluboký, který, ač byl bez vody, přece bylo namáhavé a nebezpečné pro vojsko do něho vstoupiti za padání střel odevšad a odtud pak zase lézti na val, kterým byly zdi obklíčeny. Byl tedy připraven přístup do příkopu pomocí podkopů a před příkopem ponecháno něco málo země jako dvéře, aby lest nemohla být poznána. Byl očekáván vítr vanoucí z táboru do hradu. Jakmile tento silně zadul, vstoupili ve zbroji do průkopu, železná děla byla co nejčetněji vypálena, vítr zanesl jejich kouř do hradu a vojíni, odkryvše uzavření průkopů, vkročili do příkopů a pomocí žebříků snažili se val slézti. Roháč tehdy náhodou obědval; málokteří dlící na zdech strhli pokřik. Nastal hluk, a se všech stran sbíhali se k obhájení valu, Také Roháč, zanechav jídla a chopiv se zbraně, přichvátal z hradu svým na pomoc; bylo bojováno velmi krutě a na mnohých místech současně. Jakmile se dostavil Roháč, slezl nepřítel z druhé strany val a všude vraždě, tlačil se do hradu. Roháč pospíchaje vrátiti se do hradu, byl zaskočen a zajat a také hrad byl násilím dobyt, lupiči, kteří se tam uchýlili, schytáni, a kněží súčastněnému na husitské zřeštěnosti, který přisluhoval kacířům svátostmi, dána pouta; odvedeni byvše do Prahy, skončili všichni život svůj na oprátce. | “ |
| — Enea Silvio Piccolomini | |   |

| „                                                    | Léta Páně 1437 měsíce září Město Pražské a proslulý Michal Ursat, skvělý velmož s družinou šlechticů a četou válečníků, vedení božím k dobytí hradu Siónu obrátí vlnící se šiky, ale dříve než tento dav udatných ozbrojenců k hradu se přiblížil, císařův muž, urozený pan Ptáček bojovný, bezbožného Roháče zajal. Ochabne srdce druhů v samém táboře zanechaných, když hejtman byl jimi vzat. Smutni jsou a bojí se, když se jim znovu zaleskl šik ozbrojenců. Nevidouce jiné naděje, zvolili noční útěk, aby se zachránili. Avšak nevytrvali, když je naši do zajetí brali a vydali hrad plamenům. Trudná jim byla cesta, zatím co křičeli: „Maria, buď štítem obráncům.“ | “ |
| — Historia de quondam raptore Bohemiae Rohacz nomine | |   |

| „                      | Téhož léta Pražané oboji vyjeli na retuňk k Roháčovu s dvořany ciesařovými, kdežto sám ciesař osobně povodil je z města a potom se zase vrátil; a to proto, že Jeho Milosti nechtěl poddán býti. Potom pak Roháč jat jest na veléch sám sedmý a hrad jest dobyt s jinými. A ty noviny vzkázal pan Ptáček ciesaři, kterýchžto velmi vděčen byl a rozkázal zvoniti na hradě a v Praze všudy na kosteléch, Bohu děkuje z vítězstvie takového. A potom v neděli na den Matky boží narozenie pan Ptáček s jinými pány vrátil se do Prahy se všim vojskem, zkaziv hrad Sion. | “ |
| — Staré letopisy české | |   |

| „                     | Téhož roku kolem svátku sv. apoštolů Filipa a Jakuba byl Roháč z Dubé se svými spolčenci na hoře zvané Sión, kterou takto nazval sám Roháč a zbudoval na ní nový hrad, obležen panem Hynkem z Pirkštejna seděním na Ratajích a v Polné, tehdy hofmistrem a mincmistrem pana císaře pana císaře dříve řečeného, s lidmi pana císaře a pražskými měšťany a téhož roku byl v pondělí před svátkem Narození Panny Marie dobyt šturmem, zajat a odveden a s ním polský rytíř Vyšek, kněz Martin a jiní. | “ |
| — Bartošek z Drahonic | |   |

### Pravděpodobný průběh

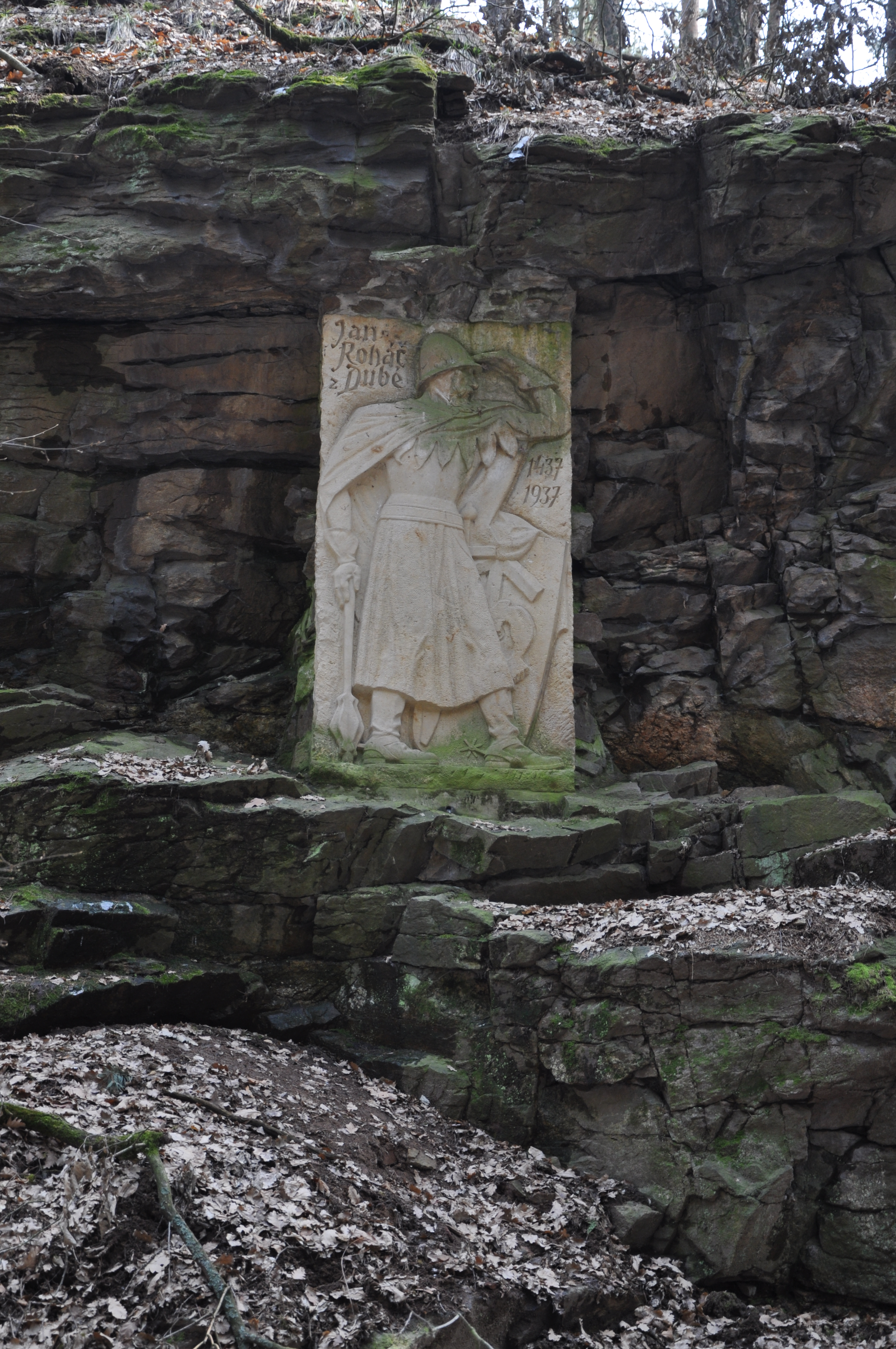
Reliéf Jana Roháče z Dubé pod hradem Sion

Základními písemnými prameny, o které se při popisu bojových operací u Sionu opírali čeští historici v čele s Františkem Palackým, byly Historie česká a latinská píseň o Roháčovi. Podle těchto záznamů obléhání trvalo čtyři měsíce a bylo vedeno se značnou intenzitou. Sion byl prý umístěn ve velmi výhodné poloze a opevněn pevnými zdmi, valy a příkopy, což z něj činilo význačnou pevnost. Hynce Ptáček proto údajně nechal na rovině východně od hradu vystavět věže, které převyšovaly opevnění a byla z nich vedena přímá střelba do fortifikace. Ve zteči proti hradbám měl útočníkům navíc bránit hluboký příkop, jejž bylo díky střelbě vedené z okolních zdí prakticky nemožné překročit. Z tohoto důvodu byly ke hradu vybudovány důmyslné podkopy, jejichž využití bylo možné teprve za správných povětrnostních podmínek, které by zaručily útočící pěchotě krytí kouřovou clonou. K příhodným okolnostem došlo 6. září, krátce poté, co k hradu dorazil pomocný uherský kontingent, který k Sionu vyslal netrpělivý císař Zikmund. Útok byl zahájen někdy kolem poledne a překvapil Roháče u oběda. Při střetnutí byla řada obránců zabita a 58 jich padlo do zajetí.
Palackého výkladu se držely prakticky veškeré historické práce sepsané do druhé poloviny 20. století. Změnu v jeho závěrech přinesl teprve archeologický průzkum hradu Sion, prováděný pod vedením zaměstnanců Vojenského historického ústavu v Praze v čele s Evou Jánskou v letech 1953 a 1962–65. Vykopávkové práce přinesly poměrně překvapivé závěry, neboť bylo potvrzeno, že v případě Sionu šlo jen o malý hrad, jenž nedisponoval ani vlastním zdrojem vody, tedy že mohl sotva vzdorovat několikaměsíčnímu obléhání. V celém areálu fortifikace, která byla spíš jen soukromým sídlem hejtmana, bylo nalezeno kolem 100 kamenných koulí, což vypovídá o tom, že došlo pouze k několikadennímu ostřelování. Podle místa nálezu se zdá, že střelba výrazně poškodila hradní palác a budovu při východní hradbě. Známky průlomu do hradby, pozůstatky většího obléhacího zařízení nebo podkopy nebyly nikde nalezeny.
Z těchto informací lze usuzovat, že obléhání probíhalo spíš vlažně, neboť nespokojenost se Zikmundem Lucemburským stoupala. Tuto nevoli symbolizoval i postoj části české šlechty, jež se po královské výzvě z 24. května odmítala připojit k již probíhajícímu obléhání, protože tento boj považovala za soukromou panovníkovu válku. Oddíly, které přitáhly k Sionu, nebyly nijak početné a převládali v nich kališníci, není tedy vyloučeno, že vojáci byli více oddáni Hynce Ptáčkovi než králi. Moderní čeští historici proto usuzují, že úmyslem pána z Pirkštejna bylo ze soukromých politických důvodů protahovat obléhání do poslední možné chvíle a posádce zřejmě nebránil v zásobování ani v čerpání vody z blízké Vrchlice. Podle jedné domněnky se všeobecně očekávalo, že se nejvyšší hofmistr s odbojným hejtmanem dohodne, k bojovým akcím proto došlo zřejmě až po příchodu Uhrů, vedených mladým, ambiciózním šlechticem Michaelem Országhem z Gutu, kteří vyrazil z Prahy 3. září, neboť Hynce Ptáček nechtěl riskovat otevřenou roztržku s králem. Jeho vojáci měli k dispozici minimálně jeden prak, houfnice a bombardu, samotné ostřelování však netrvalo déle než den nebo dva. Zteč hradeb prý překvapila Jana Roháče u oběda, z čehož lze usuzovat, že on sám s útokem většího rozsahu pravděpodobně nepočítal. Některé písemné prameny pak zevrubněji dokládají, že byl zajat mimo jádro hradu, tedy na valech nebo v předhradí.
Pokud jde o postavení vojska zemské hotovosti, systematický archeologický průzkum blízkého okolí Sionu započatý v roce 2011 identifikoval stopy po obléhacích pracích ve třech polohách. Nejrozlehlejší zemní úpravy byly prováděny severně od husitské fortifikace, kde lze přímo proti hradu rozeznat pozůstatky pravoúhlého objektu po celé délce ohraničeného valem s baštovitými výběžky umístěnými ve všech čtyřech rozích. Šlo zřejmě o hlavní ležení vojska, které někteří historičtí badatelé označují jako tzv. stanoviště velitele. Bezprostředně na tento komplex navazuje soustava valů a příkopů s několika skupinami obdélných jam. Dále lze s událostmi z roku 1437, zatím pouze jen hypoteticky, spojit i pozůstatky půlkruhového příkopu, jenž byl vybudován přibližně 400 metrů východně od příkopu předhradí. Stopy po třetím stanovišti lze zaznamenat jižně v protilehlém svahu, nad údolím Vrchlice, v místech, pod nímž se kdysi rozkládal rybník. Není vyloučeno, že jde o pozůstatky většího areálu, kde mohly být umístěny vrhací a další obléhací zbraně. Pokud jde o bojové operace, výzkum potvrzuje, že o hrad byl sveden tvrdý boj, nicméně nelze stanovit jeho časové rozmezí.

## Důsledky

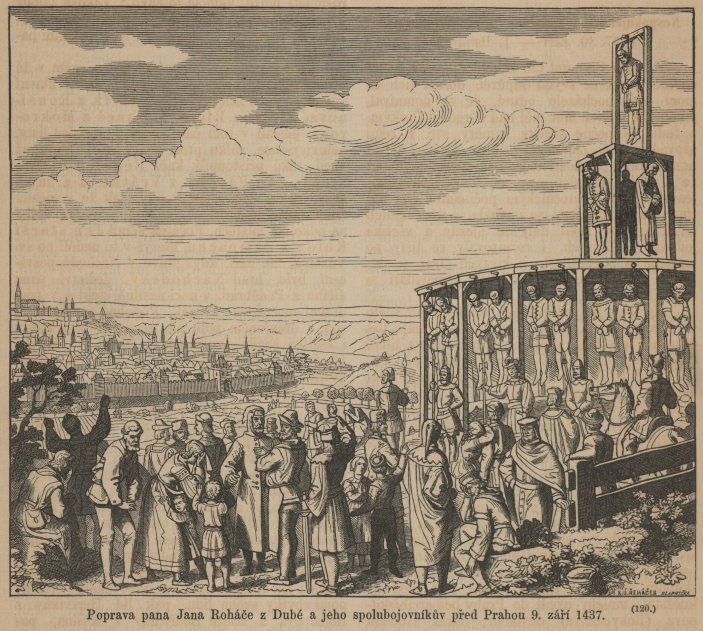
Poprava Jana Roháče z Dubé před Prahou (Česko-moravská kronika, 1868)

Krátce po zajištění přeživších obránců Hynce Ptáček o úspěchu informoval krále Zikmunda a nechal dobyté sídlo zapálit. Zajatci byli přivedeni do Prahy 8. září, a ještě téhož dne si prý český panovník nechal přivést Jana Roháče na Pražský hrad, aby se poraženému vysmál. Odbojný šlechtic přitom údajně vykřikoval, aby mu raději vypíchli oči, než aby se musel na Zikmunda podívat. Následně byl odveden do mučírny na Staroměstské radnici, kde byl podroben právu útrpnému takovým způsobem, že z něho střeva plula. Druhého dne, v pondělí 9. září 1437, byli Jan Roháč spolu s dalšími obránci Sionu, mezi něž patřili polský šlechtic Vyšek Račinski, kněz Jan Prostředek a puškař řečený Zelený, při veřejné exekuci oběšeni. Na stavbu šibenic tesaři použili dřevo složené na Staroměstském náměstí, které bylo původně určeno pro krovy Týnského chrámu. Poprava se však nekonala na Staroměstském náměstí ale na popravišti u úpatí Vítkova, v oblasti dnešní křižovatky Bulhar. Není vyloučeno, že někteří z popravených neměli se Sionem nic společného.
Za odůvodněním, proč písemné prameny hovoří o těžkém obléhání, stojí patrně sám Hynce Ptáček, ale i další politické důvody. Pán z Pirkštějna musel nějakým způsobem vysvětlit průtahy s dobytím nepříliš obranyschopného hradu, navíc i králi Zikmundovi se pro posílení vlastní reputace hodila vleklá, nákladná akce, namísto lehce získaného vítězství. Také Enea Silvio Piccolomini patrně nechtěl přiznat neochotu české šlechty bojovat za Zikmundovy zájmy, proto vytvořil pověst o Sionu jako o nedobytné pevnosti.
| „                      | A přivedli sú sebú pana Jana Roháče a rytieře Vyška z Polsky a kněze Jana, řečeného Prostředka, a Zeleného puškaře s jinými mnohými, kdežto hned pan Roháč veden jest na rathúz, mučen a tázán; a tak těžce jeho zmučili, že z něho střeva plula. A nazajtří v podělí veden jest se všemi svými k šibenici; ač jest byl pán korúhevný a strýc páně Práčkuov, musil viseti na šibenici s tovaryši svými, kterýchž bylo na šedesát: Roháč najvýše a tito tří pod ním na jiné šibenici a pak jiné tepruov na obecní šibenice. A ciesař s hradu díval se s radostí. A když bylo po mši, z dopuštění božieho oheň pekelní zapálili jemu nohy, a tak od té nemoci žádný jemu pomoci nemohl. To když se stalo, ciesař rychle poslal posla, aby, jest-li živ, zase jeho přivedli a nic mu nečinili; a on již byl visal. A tak Pán Buoh všemohúci pomstil toho zřetedlně. I byl velmi veliká pláč v lidu za dlúhý čas a vždycky lidé plakávali, když jest o tom jaká zmínka byla, jakož obecně lidé staří tak vyznávají. | “ |
| — Staré letopisy české | |   |